# 富岳 (スーパーコンピュータ)

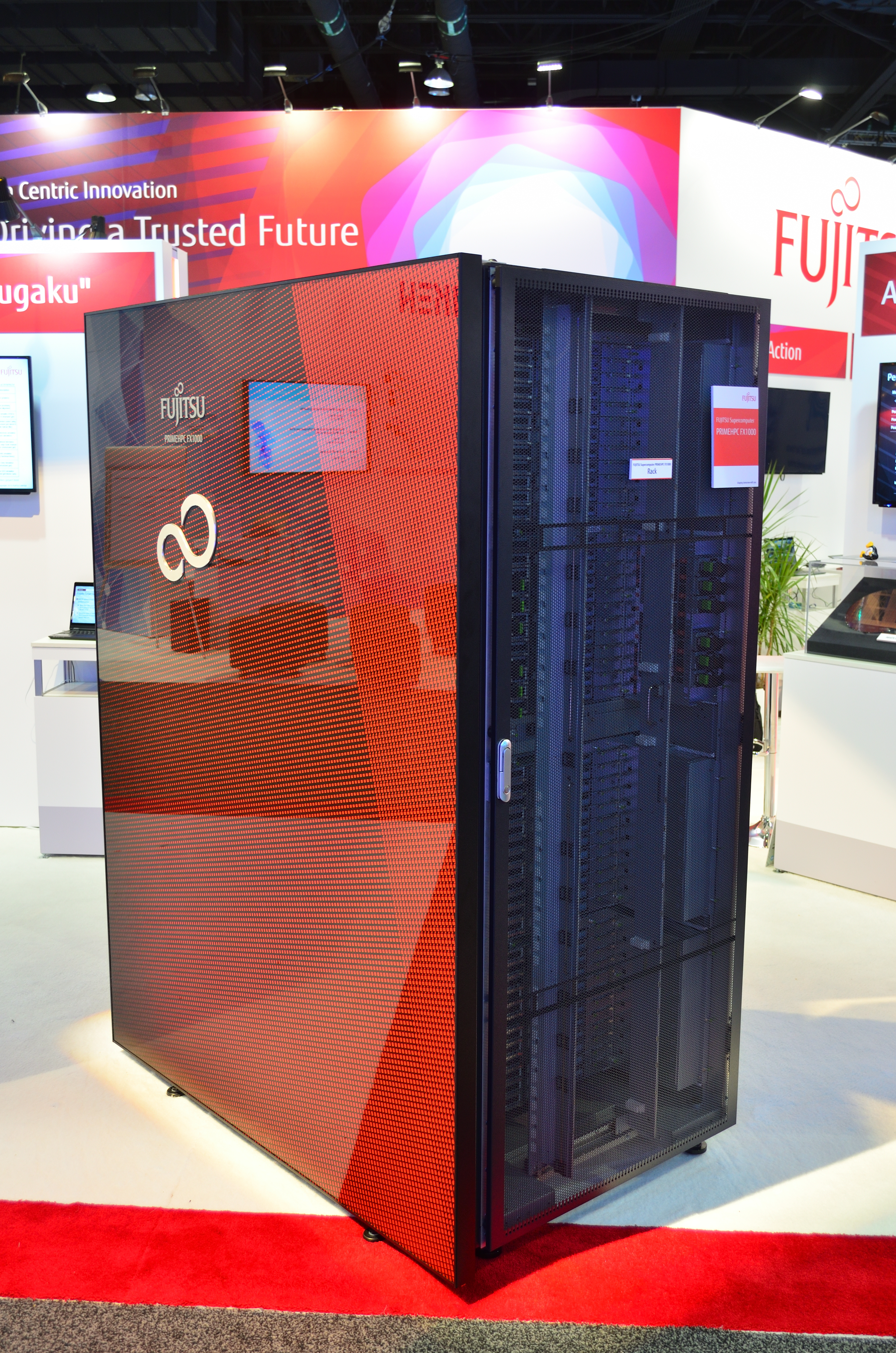
PRIMEHPC FX1000（「富岳」と同様の構造のHPC。SC19にて）

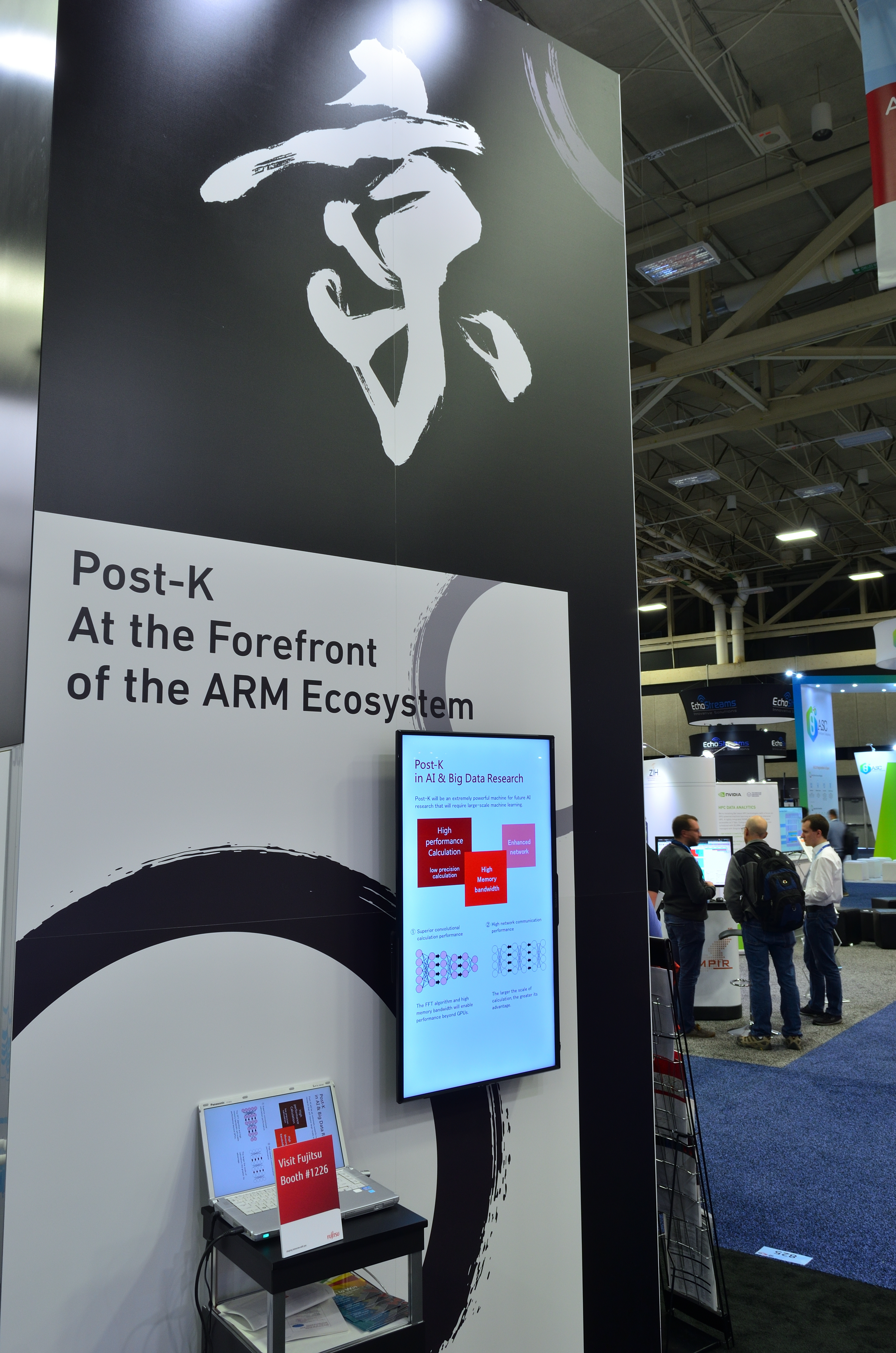
2018年 SC18での「富岳」のデモブース。「京後継、ARMエコシステムの最先端」と書かれている。

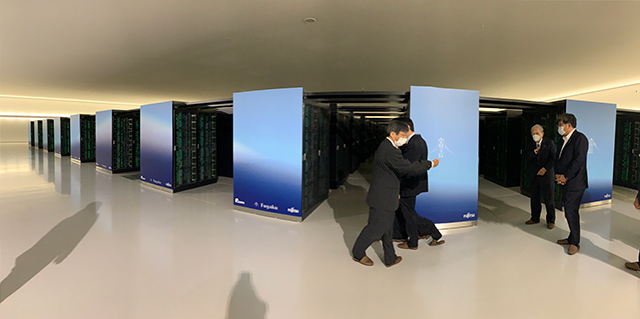
2020年 萩生田大臣による富岳の視察

富岳（ふがく、英語: Fugaku）は、理化学研究所の「京」の後継となる、日本のスーパーコンピュータである。エクサスケール・コンピュータではないが、処理速度が100PFLOPSを超えるためプレエクサスケール・コンピュータには該当する。
2014年（平成26年）に開発が始まり、2020年（令和2年）より試行運用、2021年（令和3年）に本格稼働した。設置場所は兵庫県神戸市・ポートアイランドの理化学研究所計算科学研究センター。主要ベンダーは富士通。

## ハードウェア
「富岳」は富士通が開発したCPUであるA64FXを搭載している。このCPUは、フロントエンドをARMv8.2-Aベースに新たな拡張であるSVE（Scalable Vector Extension）を追加したものとして、バイナリレベルでARMとの互換がとられた一方、マイクロアーキテクチャは「京」でも使用された富士通製SPARC64の構造を踏襲している。「富岳」は「京」の約100倍の性能と、世界最高水準の実用性を目指している。「富岳」は富士通独自のTofu Interconnect Dを使用して結合された158,976個のA64FXを使用している。

## ソフトウェア
「富岳」はIHK/McKernelという名前の軽量マルチカーネルオペレーティングシステムを使用している。このオペレーティングシステムはLinuxと軽量カーネルのMcKernelの両方を使用し、同時に並行して動作する。両方のカーネルが実行されるインフラストラクチャーはInterface for Heterogeneous Kernels (IHK) と呼ばれる。高性能シミュレーションはMcKernelで実行され、Linuxは他の全てのPOSIX互換サービスで利用できる。

## 性能
2020年6月、国際スーパーコンピュータ会議にて発表されたTOP500において1位となった。日本のスーパーコンピュータとしては、2011年6月・12月に「京」が1位となって以来9年ぶりである。また、HPCG(High Performance Conjugate Gradient)、人工知能計算のベンチマークHPL-AI、ビッグデーター解析のGraph500においても1位となり4冠を達成。その後、2020年11月、2021年6月及び11月の時点でも4部門で首位を維持し続け、4期連続の4冠を達成した。2025年6月の時点では、TOP500において7位となり、Graph500では、11期連続のトップを維持。
この他、消費電力当たりの性能ランキングGreen500では2020年6月の時点で9位。
その一方で、利用者アンケートでは「期待した実行性能が得られた」と回答したのは6割以上で、「富岳」以外のスーパーコンピュータ(Oakbridge-CX、TSUBAME3.0など)の8割以上と比べると低い結果となっている。近年、ベンチマーク性能と実際のアプリケーションの性能との乖離が指摘されている。

## 価格性能比
2018年、「富岳」の構築費用は1300億円（国費 1100億円、民間投資 200億円）と報道された。
構築費用とは別に「富岳」の運用に必要な経費は、毎年150億円以上が計上されている。しかし、2022年においては光熱費の急激な上昇により、運用費の不足が予測されたため、全計算ノードの約1/3を約4カ月間停止している。
ニューヨーク・タイムズ紙は米国で計画中の「富岳」の性能を超えるエクサ級のスパコンのコストは最大でも6億ドルであるのに対して、10億ドルを超える「富岳」のコストを高額な支出と表現した。
時期・用途・構成などは異なるが、当時の他の主なスーパーコンピュータ（計画中を含む）との性能・費用などの単純比較は下表の通り。
| システム名     | 運用開始年 | 運用終了年 | 性能 （LINPACK PFLOPS） | 費用          | 消費電力 （MW） | TOP500順位                                             | ベンダー  | CPU・GPU                            | OS              |
| -------------- | ---------- | ---------- | ----------------------- | ------------- | --------------- | ------------------------------------------------------ | --------- | ----------------------------------- | --------------- |
| El Capitan     | 2024       | -          | 1742                    | 6億ドル       | 30              | 2024年11月- 1位                                        | HPE、AMD  | EPYC(Zen 4)、Radeon Instinct        | Linux(TOSS)     |
| Aurora         | 2023       | -          | 1012                    | 5億ドル以上   | 38.7            | 2023年11月- 2位                                        | HPE,Intel | Xeon CPU Max、Data Center GPU MAX   | Linux(SUSE)     |
| LUMI           | 2021       | 2027(予定) | 379.7                   | 1億6000万ドル | 7.1             | 2022年6月-2023年6月 3位                                | HPE,AMD   | AMD第3世代 EPYC , AMD Instinct 250X | Linux (Cray OS) |
| Frontier       | 2022       | -          | 1353                    | 6億ドル       | 24.6            | 2022年6月- 1位                                         | HPE,AMD   | AMD第3世代 EPYC , AMD Instinct 250X | Linux (Cray OS) |
| 富岳           | 2020       | -          | 442                     | 1300億円      | 29.9            | 2020年6月 - 2021年11月 1位                             | 富士通    | A64FX(ARM)                          | Linux(RedHat)   |
| Summit         | 2018       | -          | 148                     | 3億2500万ドル | 10.1            | 2020年6月 - 2021年11月 2位 2018年6月 - 2019年11月 1位  | IBM       | POWER9, Tesla V100                  | Linux(RedHat)   |
| Sierra         | 2018       | -          | 94                      | 3億2500万ドル | 7.4             | 2020年6月 - 2021年11月 3位 2018年11月 - 2019年11月 2位 | IBM       | POWER9, Tesla V100                  | Linux(RedHat)   |
| 神威・太湖之光 | 2016       | -          | 93                      | 約18億元      | 15.4            | 2020年6月 - 2021年11月 4位 2016年6月 - 2017年11月 1位  | NRCPC     | Sunway SW26010                      | Linux(Raise)    |
| 京             | 2011       | 2019       | 10                      | 1120億円      | 12.7            | 2011年6月 - 2011年11月 1位                             | 富士通    | SPARC 64                            | Linux           |

## システム構成
主なシステム構成は以下の通り。

### CPU
アーキテクチャ
Armv8.2-A SVE
コア
48 コア (計算用) + 4 コア (OS用)
メモリ
HBM2 32 GiB/ノード、1024 GB/s
インターコネクト
Tofu Interconnect D
入出力
PCIe Gen3
プロセス
7nm FinFET (TSMC)

### ストレージ
第1階層
1.6 TB NVMe SSD/16ノード
第2階層
150 PB 共有ファイルシステム
第3階層
クラウドストレージサービス

### 言語処理系とライブラリ
コンパイラ
Fortran (Fortran 2008、Fortran 2018サブセット)
C11 (GNU及びClang拡張)
C++14及びC++17サブセット (GNU及びClang拡張)
OpenMP 4.5及びOpenMP 5.0サブセット
Java
並列プログラミング
XcalableMP
FPDPS
スクリプティング言語
Python (NumPy及びSciPy)
Ruby
数値計算ライブラリ
BLAS、LAPACK、ScaLAPACK、SSL II
Fujitsu SSL II
EigenEXA、Batched BLAS

### システムソフトウェア
OS
Red Hat Enterprise Linux 8
McKernel

## 歴史
- 2018年（平成30年）
  - 11月22日の総合科学技術・イノベーション会議でポスト「京」開発の中間評価が公表され、妥当と評価[37]。
- 2019年（平成31年/令和元年）
  - 4月15日、富士通は理研との間でハードウェアの製造、出荷、設置の正式契約（製造開始）を発表[37]。
  - 5月23日に名称を「富岳」に決定したことを発表した[38]。
  - 8月27日に「富岳」のロゴマークが公開された[39]。ロゴマークのデザインは、「『富岳』の性能の高さとユーザーの拡がりを表現」しているとされる[39]。
  - 9月17日 特定先端大型研究施設の共用の促進に関する法律施行規則[40]が「富岳」に合わせて改正され、第二条第四項に云う特定高速電子計算機施設として指定される[41]。
  - 11月、同月発表のGreen500において、「富岳」の試作機が世界1位を獲得した[42][43][44]。
  - 12月2日、富士通ITプロダクツから最初の筐体6台が出荷開始[45]。
- 2020年（令和2年）
  - 4月7日、理化学研究所は、整備中であり試行ではあるが、「富岳」を新型コロナウイルス（SARS-CoV-2）の性質の解明、および新型コロナウイルス感染症（COVID-19）の治療薬となりえる物質の探索などに利用する方針を発表した[4]。
  - 5月13日、「富岳」のすべての筐体の搬入が完了[46]。
  - 6月23日、TOP500、HPCG、HPL-AI、Graph500において世界第1位を獲得したことを発表[10]。
  - 11月17日、「TOP500」、「HPCG」、「HPL-AI」、「Graph500」で1位。2期連続4冠世界初の快挙[47]。
- 2021年（令和3年）
  - 3月9日、本格運用開始[5][48][49]。
  - 4月28日、立教大学、神戸大学のチームが「富岳」を使ったシミュレーションで新型コロナウイルスの変異株が人の細胞と結合する力が従来種より高いことが証明できたと発表した[50]。
  - 4月30日、理化学研究所のグループが、「富岳」を使ったシミュレーションで新型コロナウイルス感染症で屋外でも屋内と同等の感染リスクがあることを証明したと発表した[51][52]。
  - 6月28日、「TOP500」、「HPCG」、「HPL-AI」、「Graph500」の4部門で世界ランキング1位を獲得。3期連続4冠[53]。
  - 9月14日、千葉大学と名古屋大学の研究チームが太陽では赤道が極地方よりも速く自転するという「差動回転」を、「富岳」を用いた約54億点という超高解像度計算により人工的な仮説を用いずに再現することに成功したと発表した[54][55]。水素などのガスでできている太陽は赤道付近が北極・南極より速く自転しているが、コンピューターで再現できず、「熱対流の難問」と呼ばれ太陽物理学の長年の謎とされてきた[54][55]。論文は英科学誌「ネイチャー・アストロノミー」に2021年9月14日付けで掲載された[54]。
  - 11月13日、末松信介文部科学大臣（当時）が視察に訪れる[56]。
  - 11月16日、「TOP500」、「HPCG」、「HPL-AI」、「Graph500」の4部門で世界ランキング1位を獲得。4期連続4冠[57]。
  - 11月18日、大規模機械学習処理のベンチマーク「MLPerf HPC」の一つである「CosmoFlow」において、世界最高速度を達成し第1位を獲得[58]。
  - 11月19日、「富岳」を用いた新型コロナウイルスの飛沫拡散計算がゴードン・ベル賞COVID-19研究特別賞を受賞した[59]。
- 2022年（令和4年）
  - 2月2日、理化学研究所や神戸大学などのチームが「富岳」による新型コロナウイルスの変異株「オミクロン株」のリスクの計算結果を発表[60]。マスクを着用しても、50センチメートル以内の近距離で会話すると、感染の確率が高まるとの結果を公表した[60]。
  - 5月17日、富士通と理化学研究所は、富士通の人工知能（AI）技術と理研のAI創薬シミュレーション技術を組み合わせ、スーパーコンピューター「富岳」を活用した創薬技術の共同研究を開始すると発表した[61]。共同研究期間は2022年5月17日から25年3月31日まで[61]。
  - 5月30日、「TOP500」で世界ランキング2位[62]。2020年6月から4期連続1位であったが、アメリカ・オークリッジ国立研究所の「Frontier(フロンティア)」に追い抜かれた[62][63]。産業応用で使う計算の処理速度を測る「HPCG」、ビッグデータの解析能力の指標となる「Graph500」では5期連続世界1位[62][64]。
  - 7月27日、光熱費の高騰により運用費の不足が予測されたため、11月8日まで「富岳」全体の約1/3の計算ノードを停止[24]。
  - 11月18日、アメリカ、イギリスの研究機関と理化学研究所の国際共同研究チームの「レーザー電子加速器の設計関連の研究」が「ゴードン・ベル賞」に選ばれた[65]。2021年も同賞の「COVID-19特別賞」に選ばれており、２年連続の受賞であり、海外の研究機関が参加するチームが日本のスパコンを利用して同賞に選ばれたのは初めてとなる[65]。
- 2023年（令和5年）
  - 1月23日、「富岳」用のアプリケーションなどをクラウド環境でも利用することなどを目指し、アマゾン ウェブ サービス ジャパン（AWSジャパン）と共同研究を開始すると発表[66]。
  - 5月、東京工業大学 学術国際情報センターや東北大学大学院情報科学研究科、富士通人工知能研究所、理化学研究所などは、2023年度中に「富岳」で大規模言語モデルを用いて生成AIを開発すると発表した[67][68]。
  - 11月13日、「TOP500」で世界ランキング4位[69]。「Graph500」では8期連続世界1位[69]。
- 2024年（令和6年）
  - 5月10日、130億パラメータの大規模言語モデル Fugaku-LLMを公開した[70][71]。
  - 5月13日、「TOP500」4位、「HPL―MxP」4位、「HPCG」1位、「Graph500」1位[72]。
  - 11月18日、「TOP500」6位、「HPL―MxP」4位、「HPCG」1位、「Graph500」1位[73][74]。「HPCG」と「Graph500」では10期連続1位となり、「Graph500」では204 TeraTEPS（テラテップス）で、世界で初めて200 TeraTEPSを上回った[73][75]。
- 2025年（令和7年）
  - 2月12日、富士通と横浜国立大学が、「富岳」を使って台風に伴う竜巻を予測するシミュレーションに成功したと発表した[76]。台風に伴う竜巻を予測するシミュレーションが成功したのは、世界で初めての成果[76]。
  - 6月10日、「TOP500」7位、「HPCG」2位、「Graph500」1位、[17]。

## 名称
名称は2019年2月から4月まで公募を行い、5月にポスト「京」ネーミング委員会により7案に絞られ、更に理化学研究所理事会議により「富岳」に決定された。理化学研究所は「富岳」と決定した理由を以下のように発表した。
なお、「富岳」は「京」の最大100倍の性能を目指すことから、葛飾北斎の『富嶽百景』や太宰治の『富嶽百景』からの駄洒落（富岳100京）との説もある。

## 受賞歴
- 2020年6月、11月、スーパーコンピューターの計算速度ランキングで、世界初の2期連続4冠を達成[80][47][81]。
- 2021年6月のTOP500を含む4部門で1位となり、3期連続の4冠を達成した。
- 2021年11月のTOP500、HPCG、HPL-AI、およびGraph500において4期連続の4冠を達成[82][83]。
- 2021年11月、ゴードン・ベル賞COVID-19研究特別賞[84]。
- 2022年11月、ゴードン・ベル賞[85]。

## ミニ富岳
2020年8月、神戸ポートアイランドにある計算科学振興財団(FOCUS)は、「富岳」と同じCPUを搭載した「ミニ富岳」と呼べるマシンを時間制でレンタルするサービスを始めた。本家の「富岳」が432台の計算機を同時に稼働させるのに対し、「ミニ富岳」は8台と計算能力は圧倒的に低いが、先代「京」での使用を見込んだプログラムの動作確認など、「富岳」を本格利用する前のテストに利用できるメリットがある。

## その他
神戸市に所在する通販会社フェリシモは、2025年7月23日、「富岳」のケーブルをモチーフにした「スーパーコンピュータ『富岳』そうめん」と、「富岳」のCPUチップをモチーフにした「スーパーコンピュータ『富岳』CPUコンパクトミラーピルケース」を発売した。